# ارمنستان و سازمان ملل
ارمنستان در ۲ مارس ۱۹۹۲ پس از استقلال از اتحاد جماهیر شوروی به عضویت سازمان ملل متحد پذیرفته شد. در دسامبر ۱۹۹۲، سازمان ملل اولین دفتر خود را در ایروان افتتاح کرد. از آن زمان، ارمنستان چندین معاهده بین‌المللی را امضا و تصویب کرده است. ۲۰ آژانس، برنامه و صندوق تخصصی در کشور تحت نظارت هماهنگ‌کننده مقیم سازمان ملل فعالیت می‌کنند. ارمنستان روابط خود را با سازمان ملل از طریق همکاری با آژانس‌ها و ارگان‌های مختلف سازمان ملل متحد مانند صندوق بین‌المللی پول، بانک جهانی، برنامه جهانی غذا و موسسات مالی سازمان ملل متحد تقویت کرد. ارمنستان نامزد ریاست به عنوان عضو غیر دائم شورای امنیت سازمان ملل متحد در سال ۲۰۳۱ است.

## نمایندگی
سازمان ملل متحد یک دفتر نمایندگی در ایروان دارد. علاوه بر این، یونسکو و سازمان بهداشت جهانی دفاتری در ایروان دارند. در همین حال، بانک جهانی، شرکت مالی بین‌المللی و صندوق بین‌المللی پول نیز دفاتری در این کشور دارند.
ارمنستان دارای سه نمایندگی دائمی در سازمان ملل است که در شهر نیویورک، وین و ژنو قرار دارند. ارمنستان یک نمایندگی دائمی در یونسکو در پاریس، فرانسه و یک دفتر نمایندگی در سازمان غذا و کشاورزی و برنامه جهانی غذا در رم، ایتالیا دارد. ارمنستان همچنین دارای نمایندگی دائمی در سازمان جهانی گردشگری در مادرید، اسپانیا و سازمان توسعه صنعتی ملل متحد در وین، اتریش است.

### نمایندگی برنامه‌های سازمان ملل در ارمنستان
چندین آژانس و برنامه سازمان ملل در ارمنستان عملیات انجام می‌دهند و دفاتر نمایندگی خود را در این کشور حفظ می‌کنند، از جمله:
سازمان خواربار و کشاورزی
سازمان بین‌المللی کار
سازمان بین‌المللی مهاجرت
دفتر سازمان ملل متحد برای هماهنگی امور بشردوستانه
دفتر کمیساریای عالی حقوق بشر سازمان ملل متحد
برنامه مشترک سازمان ملل متحد در مورد اچ آی وی/ایدز
برنامه توسعه سازمان ملل متحد
صندوق جمعیت سازمان ملل متحد
کمیساریای عالی سازمان ملل متحد در امور پناهندگان
صندوق کودکان سازمان ملل متحد
سازمان توسعه صنعتی ملل متحد

## مشارکت در آژانس‌ها، کمیسیون‌ها و ارگان‌های سازمان ملل متحد
ارمنستان عضو چندین آژانس تخصصی سازمان ملل است، از جمله:
سازمان خواربار و کشاورزی
سازمان بین‌المللی هواپیمایی کشوری
صندوق بین‌المللی توسعه کشاورزی
سازمان بین‌المللی کار
سازمان بین‌المللی دریانوردی
صندوق بین‌المللی پول
اتحادیه بین‌المللی مخابرات
یونسکو
سازمان توسعه صنعتی ملل متحد
اتحادیه جهانی پست
گروه بانک جهانی
سازمان بهداشت جهانی
سازمان جهانی مالکیت فکری
سازمان جهانی هواشناسی
سازمان جهانی گردشگری
ارمنستان عضو چندین ارگان سازمان ملل است، از جمله:
شورای اقتصادی و اجتماعی سازمان ملل متحد
مجمع عمومی سازمان ملل متحد
دیوان بین‌المللی دادگستری
ارمنستان عضو چندین کمیسیون سازمان ملل است، از جمله:
کمیسیون حقوق بشر سازمان ملل متحد
کمیسیون سازمان ملل متحد برای پیشگیری از جرم و عدالت کیفری
کمیسیون سازمان ملل متحد در مورد وضعیت زنان
کمیسیون توسعه اجتماعی سازمان ملل متحد
کمیسیون جمعیت و توسعه سازمان ملل متحد
کمیسیون حقوق تجارت بین‌الملل سازمان ملل متحد
علاوه بر این، ارمنستان عضو کمیسیون مقدماتی سازمان معاهده منع جامع آزمایش هسته ای، آژانس بین‌المللی انرژی اتمی، سازمان منع سلاح‌های شیمیایی، سازمان بین‌المللی مهاجرت، سازمان تجارت جهانی و عضو ناظر جنبش عدم تعهد است.

## تصویب کنوانسیون‌های سازمان ملل متحد
ارمنستان چندین کنوانسیون سازمان ملل را امضا و تصویب کرده است، از جمله:
منشور سازمان ملل متحد
کنوانسیون سازمان ملل متحد علیه فساد
کنوانسیون سازمان ملل متحد علیه قاچاق غیرقانونی مواد مخدر و روانگردان
کنوانسیون سازمان ملل متحد علیه شکنجه
کنوانسیون سازمان ملل متحد علیه جرایم سازمان یافته فراملی
کنوانسیون مبارزه با تبعیض در آموزش و پرورش
کنوانسیون سازمان ملل متحد در مورد قراردادهای فروش بین‌المللی کالا
کنوانسیون رفع کلیه اشکال تبعیض علیه زنان
کنوانسیون سازمان ملل متحد در مورد حقوق دریاها
کنوانسیون حقوق کودک
کنوانسیون مربوط به وضعیت پناهندگان
کنوانسیون مربوط به وضعیت افراد بدون تابعیت
کنوانسیون نسل‌کشی
کنوانسیون لاهه برای حمایت از اموال فرهنگی در صورت درگیری مسلحانه
میثاق بین‌المللی حقوق مدنی و سیاسی
کنوانسیون وین در مورد حقوق معاهدات

## گروه‌های منطقه ای سازمان ملل متحد
ارمنستان یکی از اعضای گروه اروپای شرقی، یکی از پنج گروه منطقه ای سازمان ملل متحد است. این گروه شش کرسی در شورای حقوق بشر سازمان ملل متحد دارد و ارمنستان از اول ژانویه ۲۰۲۰ تا ۳۱ دسامبر ۲۰۲۲ یک کرسی دارد.

## شورای اقتصادی و اجتماعی سازمان ملل متحد
ارمنستان از اول ژانویه ۲۰۱۹ تا ۳۱ دسامبر ۲۰۲۱ در شورای اقتصادی و اجتماعی سازمان ملل متحد کرسی داشت.

## اهداف توسعه هزاره
عضویت ارمنستان در سازمان ملل متحد به دستیابی به اهداف توسعه هزاره (MDGs) که در اعلامیه هزاره در اجلاس هزاره در سال ۲۰۰۰ تصویب شده بود، مربوط می‌شود. این اهداف، اقداماتی را به دنبال داشت که برای اولین بار به منظور رفع نیازهای فقیرترین کشورهای جهان به کار گرفته شد. با نزدیک شدن به تاریخ دستیابی به این اهداف در دسامبر ۲۰۱۵، یک مجموعه جدید از اهداف توسعه پایدار جهانی به مشورت‌های جهانی گذاشته شد و قرار بود در سپتامبر ۲۰۱۵ توسط مجمع عمومی سازمان ملل متحد تصویب شود. ارمنستان در گروه اولیه ۵۰ کشوری قرار داشت که مشاوره‌های ملی را برای برنامه توسعه جهانی پس از سال ۲۰۱۵ برگزار کردند.

## چارچوب کمک به توسعه سازمان ملل متحد
سیستم UNDAF ارمنستان را برای دستیابی به اولویت‌های توسعه ملی و مقابله با چالش‌های مختلف حقوق بشر راهنمایی می‌کند. UNDAF ارمنستان نشان دهنده همکاری بین سیستم سازمان ملل متحد و دولت ارمنستان است. این سازمان مجاز است چارچوبی را برای همه آژانس‌های سازمان ملل متحد تعیین کند و توسعه پروژه‌های آنها را در ارمنستان دنبال کند. چهار اولویت عمده همکاری بین سالهای ۲۰۱۰ و ۲۰۱۵ به شرح زیر بود:
- با فراهم کردن فرصت‌های اقتصادی برای نیازمندان و کاهش نابرابری، رشد فراگیر و پایدار را ارتقا دهید.
- با گسترش مشارکت جامعه، بهبود پاسخگویی و گسترش توسعه نهادی و ظرفیت برای تثبیت حکومت دموکراتیک.
- بهبود دسترسی و کیفیت خدمات اجتماعی برای گروه‌های آسیب‌پذیر.
- کاهش خطرات زیست‌محیطی و بلایا، ادغام در چارچوب‌های توسعه ملی و محلی.

ارمنستان تلاش دارد تا با ارائه فرصت‌های اقتصادی به افراد نیازمند و کاهش نابرابری، رشد پایدار و همه‌جانبه را ترویج کند. این کشور با گسترش مشارکت اجتماعی، بهبود پاسخگویی و توسعه ظرفیت‌ها و نهادها، به تثبیت حکمرانی دموکراتیک کمک می‌کند. همچنین، بهبود دسترسی و کیفیت خدمات اجتماعی برای گروه‌های آسیب‌پذیر و کاهش خطرات زیست‌محیطی و بحران‌ها از جمله اولویت‌های ملی است که در برنامه‌های توسعه‌ای کشور گنجانده شده است.
این اهداف با اهداف جهانی توسعه پایدار سازمان ملل متحد (SDGs) هم‌راستا هستند و نشان‌دهنده تعهد ارمنستان به کاهش نابرابری‌ها و تقویت حکمرانی دموکراتیک می‌باشند.

## سازمان خواربار و کشاورزی
سازمان خواربار و کشاورزی ملل متحد (فائو) مأموریت دارد که گرسنگی را در سراسر جهان از بین ببرد و از این طریق اطمینان حاصل کند که مردم در سراسر دنیا به‌طور روزانه به غذاهای سالم دسترسی داشته باشند. این هدف اصلی عملکرد فائو است. ارمنستان از سال ۱۹۹۳ عضو فائو بوده است و دفتر این سازمان در ایروان در سال ۲۰۰۴ افتتاح شد. از آغاز همکاری با فائو، ارمنستان کمک‌هایی در راستای پروژه‌هایی دریافت کرده است که به توسعه بهره‌وری کشاورزی و بهبود ایمنی غذایی کشور مربوط می‌شود.
بین سالهای ۲۰۱۲ و ۲۰۱۵، دولت ارمنستان و فائو در شش زمینه زیر با یکدیگر همکاری کردند:
- معیشت و رقابت برای کشاورزان در مقیاس کوچک
- بهداشت و تولید دام
- تولید محصولات زراعی و حفظ نباتات
- جنگلداری
- توسعه شیلات و آبزی پروری
- آمار کشاورزی

برای پیشرفت‌های آتی در این برنامه میدانی، توافقات عملیاتی زیر صورت گرفت:
برای بهبود همکاری و دستیابی به پیشرفت‌های قابل توجه، ارمنستان تحت هدایت هماهنگ‌کننده مقیم سازمان ملل، به رویکرد «عمل کردن به‌عنوان یک واحد» سازمان ملل می‌پردازد. این روش همکاری کارآمدتر میان آژانس‌ها را تقویت کرده و تأثیرگذاری را افزایش می‌دهد.
همچنین تلاش‌هایی برای ایجاد روابط سودمند متقابل با نهادهای دولتی از طریق اقدامات تقویت ظرفیت و برنامه‌های آموزشی صورت می‌گیرد. علاوه بر این، ارمنستان به‌طور فعال در حال بررسی فرصت‌هایی برای ایجاد پلتفرم‌هایی برای شراکت‌های دوجانبه و چندجانبه است. این شامل توسعه پروژه‌های خط لوله‌ای است که هدف آن جذب اهداکنندگان جدید برای حمایت از رشد و توسعه بیشتر است.
این استراتژی‌ها بخش مهمی از تقویت همکاری ارمنستان با جامعه بین‌المللی و اطمینان از موفقیت‌های توسعه‌ای در کشور است.

### سازمان بین‌المللی کار
سازمان بین‌المللی کار (ILO) در سال ۱۹۱۹ تأسیس شد و در سال ۱۹۴۶ به سازمانی تخصصی تبدیل گردید. این سازمان نخستین سازمان تخصصی ملل متحد بود که برای ترویج عدالت اجتماعی و حقوق انسانی و کاری شناخته‌شده بین‌المللی ایجاد شد.